# Angel
 For alternative betydninger, se Angel (flertydig). (Se også artikler, som begynder med Angel)
Angel (Tysk: Angeln, Latin: Anglia) er en halvø i den nordtyske delstat Slesvig-Holsten, beliggende mellem Flensborg Fjord og Slien i det nordøstlige Sydslesvig. Indbyggerne kaldes angelboer eller på tysk Angeliter.

## Etymologi
Landskabet Angel menes at være hjemsted for anglerne (ifg. Saxo opkaldt efter kong Humbles søn Angel), som imellem cirka 200 e. Kr. og 400 udvandrede til det centrale og nordlige England og East Anglia. Anglernes nye hjemland blev opkaldt efter dem og kom til at hedde England (anglernes land, på fransk Angleterre). 
Verdens hovedsprog og foretrukne forretningssprog engelsk har sit navn fra anglerne og landskabet Angel.

## Navnets oprindelse
Navnet Angel synes at være det oprindelige navn på fjorden Slien . Angel var altså før ikke knyttet til landskabet Angel. Navnet er afledt af det norrøne ord angr, som betyder snæver. Angel betyder altså trang fjord, som passer godt på den lange og smalle Sli. Denne betegnelse anvendes også i mange norske fjordnavne som f.eks. Stavanger eller Hardanger. Angel må dog tidligt være gået over fra fjordnavn til landskabsnavn, som sådant forekommer allerede i 600-tallet. Allerede i Bedas kirkehistorie (Historia ecclesiastica) fra 731 beskrives anglernes hjemland som liggende mellem jydernes og saksernes landsdele. Navnet Angel som landskabs- og folkenavn blev også nævnt i den angel-saksiske Widsith. I dag er Angel navnet på landskabet mellem Flensborg Fjord og Slien, men tidligere har Angel været et større område. Formodentlig strakte Angel sig (til tider) op til Olgerdiget i nord og Ejderen i syd .

## Geografi
Landskabet mellem de to fjorde er præget af søer, bakker, levende hegn og små bøgeskove. Omtrent 6 % (svarende til 5.200 ha) af området er skovklædt. Angels karakteristiske levende hegn (på tysk Knick) skildres allerede i Eriks Pontoppidans Danske Atlas 1764. 
Angel er lige som store dele af det øvrige Østjylland et udpræget bakkelandskab. Blandt de højeste punkter i landskabet er Høgebjerg og Skærsbjerg. Større byer er Flensborg, Slesvig, Kappel og Sønder Brarup. Lyksborg ved Flensborg Fjord er det historiske udgangspunkt for den danske kongefamilie. Arnæs ved Slien er Tysklands mindste købstad. I Midtangel ligger byerne Satrup og Sørup. Gelting Birk er et kendt fuglereservat på en halvø i Flensborg Fjord. Af søer kan nævnes Langsøen, Venerød Sø og Træsø, hvor floden Trenen udspringer.
Den vestlige og mindre frugtbare del af Angel kaldes også for Lusangel.

## Historie
Halvøen var indtil 400 e. Kr. beboet af anglerne. Anglernes centrale kultsted synes at have været Torsbjerg Mose ved Sønder Brarup. Efter år 500 bosatte danerne sig på den af anglerne forladte halvø. Danerne eller jyderne grundlagde byer og byggede kirker og klostre. Landskabet er i dag præget af 36 romanske kirker i jysk stil. Karakteristisk for mange af Angels kirker er klokkestablerne. En del kirker i Angel ligger i udkanten af selve sogne. Ifølge folkelegenden er grunden hertil, at troldene forstyrrede opførelsen.
Påfaldende er de danske stednavne som ender på –by, -up, -bøl eller -kær.
Af bebyggelser fra vikingetiden i Angel er Fysing, hvor arkæologerne fra Aarhus Universitet i sommeren 2010 påviste rester af flere grubehuse samt et langhus. Bopladsen lå strategisk ved Fysing Ås udmunding i Slien og i nærheden af vikingecentret Hedeby. Den lille Margretevold ved Brodersby regnes med til Dannevirkes forsvarsbefæstninger.
I middelalderen var halvøen inddelt i flere herreder som Slis Herred eller Husby Herred. De fleste indgår i dag som landskabsbetegnelser. I den danske tid var området opdelt mellem amterne Flensborg og Slesvig. I dag er Angel overvejende samlet i Slesvig-Flensborg Kreds. 
I modsætning til landet syd for Slien var landbosamfundet i Angel præget af frie og efterhånden velhavende bønder og en blomstrende økonomi. Jorden var god og gav  stort udbytte. Kun omkring Kappel og Gelting var bønderne knyttet til godserne (sml. området Gelting Skov). Det 1614 indførte stavnsbånd omfattede både mænd og kvinder og bandt dem til godset for livstid. Stavnsbåndet i Sønderjylland var mere vidtgående end i kongeriget. Forholdet mellem feudalherrer og livegne bønder var her ofte præget af udnyttelse og undertrykkelse. Men også blandt de frie bønder opstod store sociale forskelle med etableringen af småbønder, kådner eller husmænd ved siden af de mere velhavende storbønder. 
Landskabet er kendt for sine husdyrracer. Kvægracen angler eller det angelske sadelsvin stammer fra halvøen. Angelbøndernes veje til markeder i Flensborg eller Slesvig kaldes endnu i dag Angelboveje.
Området er fortsat præget af landbrugsdrifter. Desuden spiller turisme en voksende rolle især omkring Slien og ved Østersøen. Området har bevaret tilknytningen til det danske kulturområde med mere end ti danske skoler og udbredt dansk kulturarbejde.
Købstæderne Flensborg og Slesvig ved bunden af fjordene delte områdets handel imellem sig, og først i 1900-tallet er der blevet plads til, at Lyksborg og Kappel langs yderkanten har kunnet blive små købstæder. Angels samlede befolkningstal steg fra 46.000 i 1840 til omtrent 70.000 personer i slutningen af 1900-tallet.

## Våben
Angels våben udarbejdedes i 1800-tallet af præsten Hans Nicolaj Andreas Jensen. Våbnet har ikke officiel karakter og følger ikke faste heraldiske normer med indhold, farvelægning og sammensætning. Våbnets ni felter hentyder til Angels ni herreder. Ugle Herred på grænsen til Midtslesvig er ikke med.
- Husby Herred (stiliseret hus)
- Munkbrarup Herred (Skt. Laurentius' rist)
- Ny Herred (stjerne med månesegl)
- Slis Herred (sild omrammet af to bølger)
- Angler godsdistrikt, efter 1853 Kappel Herred (to sønderjyske løver)
- Strukstrup Herred (stiliseret egetræ)
- Satrup Herred (svunget le)
- Mårkær Herred (antoniternes kors)
- Fysing Herred (to krydsende nøgler)

## Sprog
Angelboerne taler tysk, nedertysk eller dansk. Det forhenværende angeldanske sprog døde ud i løbet af første halvdel 1800-tallet. I 1800 taltes denne sønderjyske dialekt endnu helt ned til Slien og på Svansø, men var omkring 1840 forsvundet i den sydlige del af landsdelen og uddøende i det øvrige Angel. Angeldansk var temmelig lig dialekten i Sundeved på den anden side af Flensborg Fjord. Den nuværende tyske dialekt er endnu påvirket af det sønderjyske eller angeldanske.

## Galleri
- Ådal omkring Brarup Å ved Munkbrarup
- Venerød Sø
- Landskab omkring Trenen vest for Træsøen
- Lipping Å i det nordøstlige Angel
- Halvøen Holnæs ved Lyksborg markerer overgangen mellem den indre og ydre Flensborg Fjord
- Udsigt fra Gelting Birk ved Nyby
- Alle ved Vindingmade ved Fysing øst for Slesvig by
- Fyrtårnet ved Sliminde ved Sliens munding i Østersøen

## Eksterne links
- Østersøfjord Slien
- Flensborg Fjord Arkiveret 15. januar 2014 hos  Wayback Machine
- Nicolai Jonge: Danmarksbeskrivelse fra 1777